# 김정규 (기업인)
김정규는 1965년  충남 서천에서 태어나 전국적으로 400개 매장을 운영 중인 타이어 유통 전문 기업 타이어뱅크의 설립자이자 회장이다. 현재 대표이사를 맡고 있는 김춘규 사장은 김회장의 사촌형이다. 

## 경력
- 1991 ~ 타이어뱅크 회장
- 1991    타이어뱅크 설립
- 1965년  서천 출생
- 2006년~2010년 대전시양궁협회장